# Constance Stokes
Constance Stokes (Parkin, 22 de febrero de 1906 – 14 de julio de 1991) fue una pintora modernista australiana que trabajó en Victoria. Estudió en la National Gallery of Victoria Art School hasta 1929, ganando una beca para continuar sus estudios en la Real Academia de Artes de Londres. A pesar de que Stokes pintó pocos trabajos en los años 30, sus pinturas y los dibujos estuvieron exhibidos de los años 40 en adelante. Fue una de las únicas dos mujeres, y dos Victorians, incluidos en la mayor exposición de doce artistas australianos que viajaron a Canadá, Reino Unido e Italia a principios de los años 50.
Influida por George Bell, Stokes era parte de los Artistas Contemporáneos de Melbourne, un grupo en el que Bell se estableció en 1940. Sus trabajos continuaron por ser bien-considerados muchos años después de la formación del grupo, en contraste con muchos de sus colegas modernistas victorianos, con revisiones favorables de críticos como Sir Philip Hendy en Reino Unido y Bernard William Smith en Australia.
La muerte temprana de su marido en 1962 forzó a Stokes a retomar su carrera como pintora, resultando en un exitoso espectáculo en 1964, su primero en treinta años. Continuó pintando y exponiendo a través de las décadas de los 70 y 80, y era el tema de una exposición retrospectiva que visitó las galerías regionales victorianas incluyendo Swan Hill Regional Art Gallery y Geelong Art Gallery en 1985. Murió en 1991 y es poco-conocida en comparación con algunas otras mujeres artistas que incluyen a Grace Cossington Smith y Clarice Beckett, pero sus fortunas estuvieron revividas como figura central en el libro de 2009 de Anne Summers, La Madre Perdida. Su arte está representado en las más importantes galerías australianas, incluyendo la National Gallery of Australia y la National Gallery of Victoria; la Art Gallery of New South Wales es la única institución significativa de coleccionismo australiana que no mantiene ninguno de sus trabajos.

## Primeros años

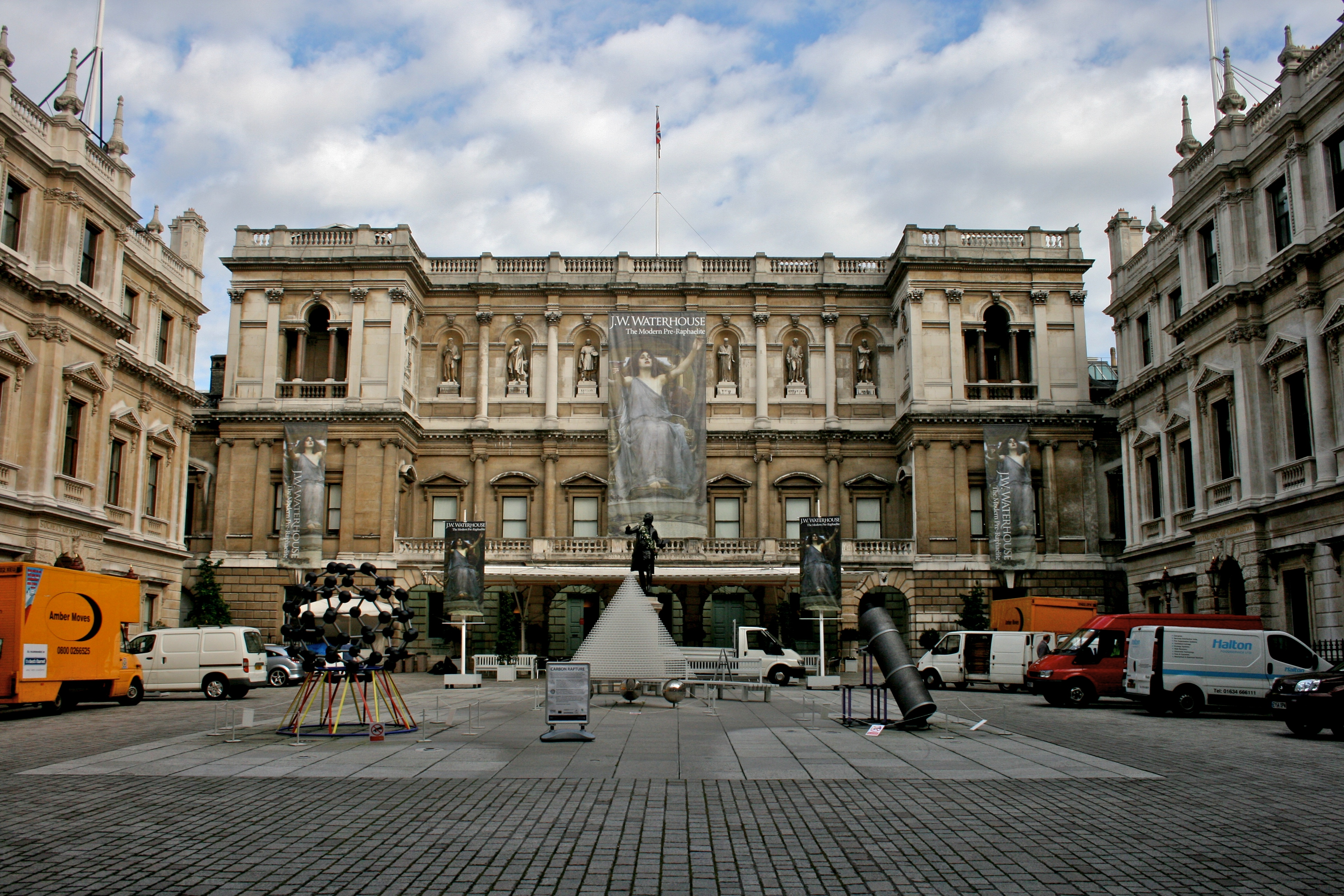
La Real Academia en Burlington House, donde Stokes estudió en la década de los 30, y en las galerías donde sus trabajos fueron exhibidos en 1953.

Constance Parkin nació en 1906 en el villorrio de Miram, cerca de Nhill en Victoria occidental. La familia se trasladó a Melbourne en 1920, donde completó su escolarización en el convento de Genazzano en el suburbio de Kew. Constance era bajita y tenía el cabello oscuro. Entrenó entre 1925 y 1929 en la National Gallery of Victoria Art School en Melbourne. Sobre el verano de 1925–1926 la Galería organizó una competición para su alumnado, que tenía que pintar "temas de vacaciones"; Constance ganó el premio con un paisaje. La competición fue juzgada por el artista George Bell, quien ejercería una prolongada influencia sobre su carrera artística.